# 동구 (1963년 부산 선거구)
동구는 대한민국의 옛 국회의원 선거구이다. 당시 부산시 동구 지역을 관할했다.

## 역사
1963년 1월, 경상남도 부산시가 정부 직할 부산시로 승격되면서 경상남도에서 분리되었다. 이와 함께 제6대 국회의원 선거를 앞두고 부산시 동구 갑, 부산시 동구 을 선거구가 통합되면서 동구 선거구가 신설되었다.
제9대 국회의원 선거를 앞두고 서구 선거구와 통합되어 서구·동구 선거구를 이루게 되면서 폐지되었다.

## 역대 국회의원
| 선거   | 정당 | 정당       | 의원   |
| ------ | ---- | ---------- | ------ |
| 1963년 |      | 민주공화당 | 이종순 |
| 1967년 |      | 신민당     | 박기출 |
| 1971년 |      | 신민당     | 김승목 |

## 역대 선거 결과

### 대한민국 제6대 국회의원 선거
|  | 35.63% |

|  | 28.70% |

|  | 20.80% |

|  | 5.00% |

|  | 3.59% |

|  | 3.03% |

|  | 2.41% |

|  | 0.80% |

### 대한민국 제7대 국회의원 선거
|  | 55.46% |

|  | 36.11% |

|  | 3.27% |

|  | 2.85% |

|  | 1.70% |

|  | 0.35% |

|  | 0.23% |

### 대한민국 제8대 국회의원 선거
|  | 60.72% |

|  | 32.68% |

|  | 4.38% |

|  | 1.84% |

|  | 0.35% |